# Anthony Adverse
Anthony Adverse er en amerikansk film fra 1936, filmen er baseret på den første del af romanen Anthony Adverse af Hervey Allen og filmen er instrueret af Mervyn LeRoy og med Fredric March og Olivia de Havilland i hovedrollerne.

## Medvirkende
- Fredric March som Anthony Adverse
- Olivia de Havilland som Angela Giuseppe
- Donald Woods som Vincent Nolte
- Anita Louise som Maria
- Edmund Gwenn som John Bonnyfeather
- Claude Rains som Marquis Don Luis
- Louis Hayward som Denis Moore
- Gale Sondergaard som Faith Paleologus
- Steffi Duna som Neleta
- Billy Mauch som Anthony Adverse (10 år)
- Akim Tamiroff som Carlo Cibo
- Ralph Morgan som Debrulle
- Henry O'Neill som Father Xavier
- Pedro de Cordoba som Brother François
- Alma Lloyd som Florence Udney (som voksen)
- Anne Howard som Angela som barn (ukrediteret)